# Iraklion (periferie-district)
Iraklion (Grieks: Ηράκλειο, Irákleio of Iráklio) is een van de 74 periferie-districten van Griekenland, en een van de vier periferie-districten van de periferie en het eiland Kreta. Vanaf 2011 is het alleen nog een regionale entiteit zonder eigen bestuur. De hoofdstad is de stad Iraklion.
In het periferie-district wonen 292.489 inwoners (2001), waarvan ongeveer de helft in de hoofdstad. Het gebied bedekt het oostelijke middenstuk van het eiland en grenst aan de departementen Rethimnon en Lassithi. Aan de noordkust, ten oosten van Iraklion liggen een aantal grote bekende badplaatsen, zoals Chersonissos. Aan de zuidkust liggen een aantal kleinere plaatsen, waarvan Matala de bekendste is.
Naast toerisme is landbouw een belangrijke inkomstenbron. Zo vind je in de streek rond het plaatsje Timbaki veel kassen, waar onder meer tomaten en sinaasappelen groeien. Het Idi Gebergte loopt voor een deel door het departement. Ten zuiden van Iraklion ligt de Minoïsche opgraving Knossos. In de buurt van de zuidkust ligt de archeologische vindplaats Festos.

## Bestuurlijk
Het departement Iraklion is verdeeld in zeven provincies; Malevizio (met hoofdstad Agios Myron), Temenos (met hoofdstad Iraklion), Pediada (met hoofdstad Kasteli), Pyrgiotissa (met hoofdstad Vori), Kenourgio (met hoofdstad Mires), Monofatsio (met hoofdstad Pyrgos) en Viannos (met hoofdstad Pefkos).
De zeven provincies zijn onderverdeeld in in totaal 26 gemeenten.

## Plaatsen[2]
| Plaats              | Hoofdplaats (vroeger) | Postcode | GEMEENTE            | Hoofdplaats van de gemeente |
| ------------------- | --------------------- | -------- | ------------------- | --------------------------- |
| Agia Varvara        |                       | 700 03   | Gortyna             | Agioi Deka                  |
| Archanes            |                       | 701 00   | Archanes-Asterousia | Peza                        |
| Arkalochori         |                       | 703 00   | Minoa Pediada       | Evangelismos Kastelliou     |
| Asterousia          | Pyrgos                | 700 10   | Minoa Pediada       | Evangelismos Kastelliou     |
| Chersonissos        | Limenas               | 700 14   | Chersonissos        | Gouves                      |
| Episkopi            |                       | 700 10   | Chersonissos        | Gouves                      |
| Gazi                |                       | 714 14   | Malevizi            | Gazi                        |
| Gorgolaïnis         | Agios Myron           | 700 12   | Irakleio (Iraklion) | Irakleio (Iraklion)         |
| Gortyna             | Agioi Deka            | 700 12   | Gortyna             | Agioi Deka                  |
| Gouves              |                       | 700 14   | Chersonissos        | Gouves                      |
| Irakleio (Iraklion) |                       | 715 00   | Irakleio (Iraklion) | Irakleio (Iraklion)         |
| Kasteli             |                       | 700 03   | Minoa Pediada       | Evangelismos Kastelliou     |
| Kofinas             | Asimi                 | 700 10   | Gortyna             | Agioi Deka                  |
| Krousonas           |                       | 700 01   | Malevizi            | Gazi                        |
| Malia               |                       | 700 07   | Chersonissos        | Gouves                      |
| Moires              |                       | 704 00   | Faistos             | Moires                      |
| Nea Alikarnassos    |                       | 716 xx   | Irakleio (Iraklion) | Irakleio (Iraklion)         |
| Nikos Kazantzakis   | Peza                  | 701 00   | Archanes-Asterousia | Peza                        |
| Paliani             | Venerato              | 700 11   | Irakleio (Iraklion) | Irakleio (Iraklion)         |
| Rouvas              | Gergeri               | 700 03   | Gortyna             | Agioi Deka                  |
| Temenos             | Profitis Ilias        | 715 00   | Irakleio (Iraklion) | Irakleio (Iraklion)         |
| Thrapsano           |                       | 700 06   | Minoa Pediada       | Evangelismos Kastelliou     |
| Tylisos             |                       | 715 00   | Malevizi            | Gazi                        |
| Tympaki             |                       | 702 00   | Faistos             | Moires                      |
| Viannos             | Ano Viannos           | 700 04   | Viannos             | Ano Viannos                 |
| Zaros               |                       | 700 02   | Faistos             | Moires                      |